# آي. بي. ويليام
آي. بي. ويليام (بالإنجليزية: I. B. Hale)‏ هو لاعب كرة قدم أمريكية أمريكي، ولد في 9 سبتمبر 1916، وتوفي في 14 مايو 1971.